# Сёдерберг, Лена
Лена Форсен (швед. Forsén, в девичестве Сёдерберг, швед. Lena Söderberg; род. 31 марта 1951, Швеция) — шведская фотомодель, впервые появившаяся как playmate в журнале Playboy в ноябре 1972 года под именем Ленна Шьёблом (швед. Lenna Sjööblom).
Фрагмент её фото, известный как «Лена» или «Ленна» (англ. Lenna), широко используется для проверки и иллюстрации алгоритмов обработки изображений.

## Модельная карьера
После окончания средней школы в Швеции Лена переехала в США, чтобы работать помощницей по хозяйству у одного из своих родственников. Она планировала остаться на год, но прожила восемь. К 1971 году она жила в Чикаго, штат Иллинойс, недавно вышла замуж и пыталась свести концы с концами. Муж предложил зарегистрироваться в местном модельном агентстве, и она обратилась в Playboy.
В 1972 году её изображение разместили на центральном развороте ноябрьского номера журнала Playboy. После публикации фотографий Лена получила грин-карту, подала на развод и встретила нового парня.
По словам Лены, она отказалась от приглашения Хью Хефнера на смотрины в свой особняк в Беверли-Хиллз, а вместо этого со своим парнем переехала в Рочестер, штат Нью-Йорк, став моделью Kodak для «Ширли-карт» и подрабатывая барменом. После этого она появилась в большом количестве публикаций Kodak, в том числе в рекламных продуктах, каталогах и буклетах с инструкциями.

### Lenna
После того, как верхняя часть портрета центрального разворота Playboy с головой и плечами стала часто использоваться для проверки алгоритмов цифровой обработки изображений, стала известна как «Ленна». Она была гостем на 50-й ежегодной конференции Общества науки и техники по обработке изображений в 1997 году, где она выступила с докладом о себе. Из-за повсеместного сканирования её фотографий Playboy назвали её «первой леди Интернета». Название было дано Джеффом Сейдеманом в пресс-релизе, который он выпустил, объявляя о ей появлении на 50-й ежегодной конференции IS&T. В январе 2019 года она сказала, что, хотя ей хотелось бы получить лучшую компенсацию, она «действительно гордилась этой картиной». Однако в короткометражном документальном фильме «Потеря Лены» (англ. Losing Lenna), премьера которого состоялась в Северной Америке в ноябре того же года, она говорит: «Я давно ушла из модельного бизнеса. Пришло время уйти и из техники».

## Личная жизнь
Форсен была замужем дважды, у неё трое детей и несколько внуков.